# 千住大橋

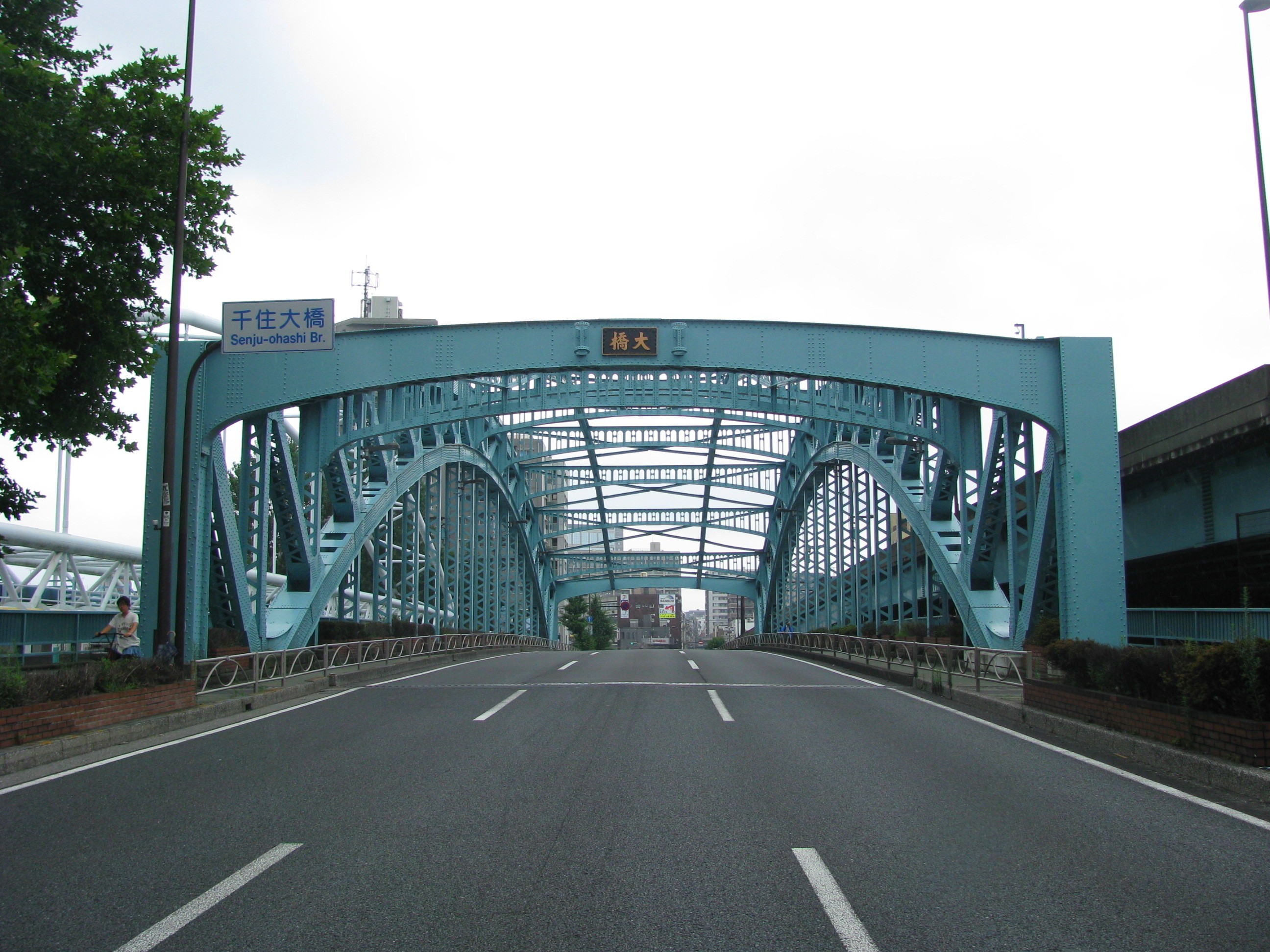
千住大橋（2011年7月31日）

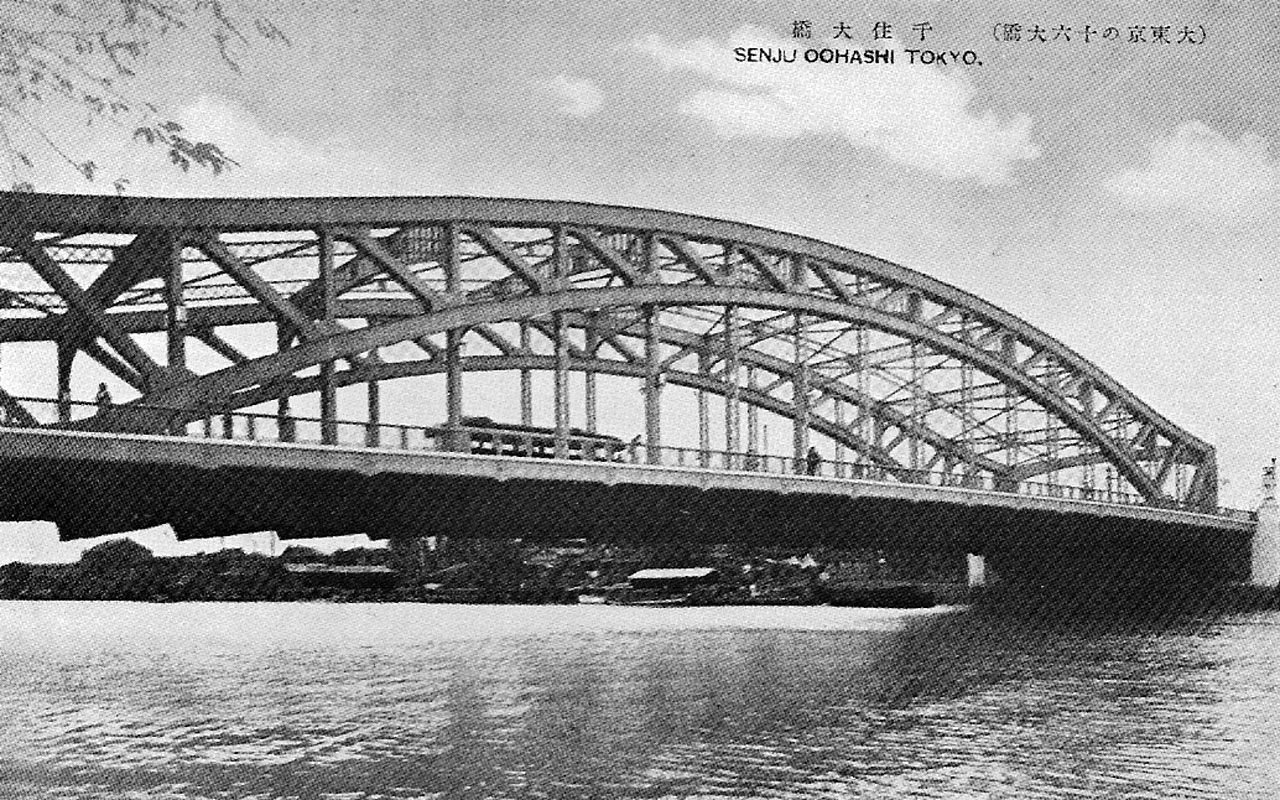
竣工当時の千住大橋

千住大橋（せんじゅおおはし）は、隅田川の東京都区部にかかる橋で、国道4号を通す。北岸は足立区千住橋戸町、南岸は荒川区南千住六丁目。

## 概要
旧橋（下り方向）と新橋（上り方向）の二橋で構成されており、旧橋の上流側に東京都水道局の工業用水道専用橋である千住水管橋がほぼ並行する。
京成本線千住大橋駅から徒歩5分程の位置にある。

## 現在の橋の概要
旧橋
- 構造形式 鋼タイドアーチ橋
- 橋長 91.6m
- 幅員 24.2m
- 竣工 昭和2年（1927年）12月12日
- 施工主体 東京市復興局
- 設計 増田淳
- 施工 石川島造船所

新橋
- 構造形式 3径間連続鋼箱桁橋
- 橋長 502.5m
南千住交差点をオーバーパス出来る陸橋部が含まれている。
- 竣工 昭和48年（1973年）2月
- 施工主体 東京都

新橋は自転車の通行が禁止されており、自転車は両方向とも旧橋を通る。歩行者は旧橋・新橋共に通行出来るが、新橋は螺旋階段を昇降することになる。

## 橋の歴史

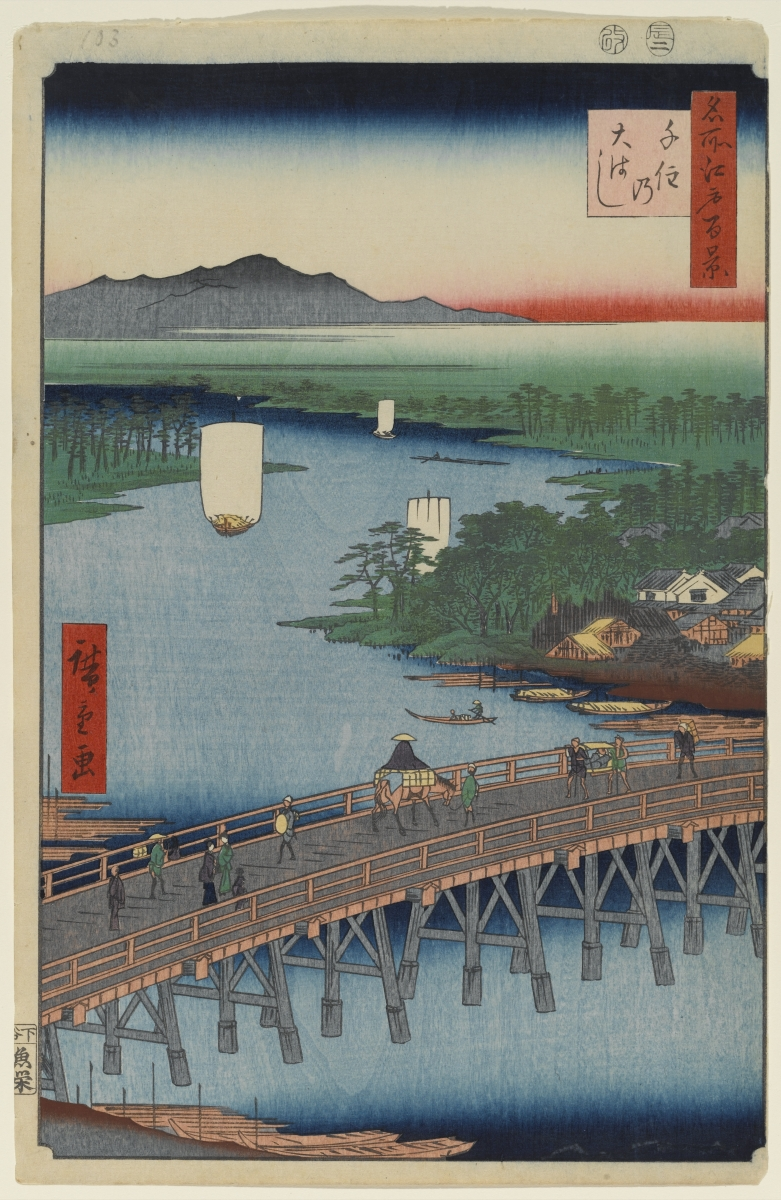
歌川広重作『名所江戸百景』より「千住の大はし」

最初に千住大橋が架橋されたのは、徳川家康が江戸に入府して間もない文禄3年（1594年）11月のことで、隅田川最初の橋である。当初の橋は現在より上流200mほどのところで、当時「渡裸川の渡し（戸田の渡し）」と呼ばれる渡船場があり、古い街道筋にあたった場所と推測される。
架橋を行ったのは関東代官頭の伊奈忠次。橋長66間(120m)、幅4間(7m)の橋で、土木工事の大家だった伊奈忠次でも難工事だったようで、熊野権現に祈願してようやく完成したといわれた。
伊奈忠次が祈願したとされる熊野権現は南千住6丁目に現存しており、この故事が元となって橋が架け替えられるたびに社殿を橋の余材を使って修理、祈願をしたと言われる。また祭礼では橋の南北で橋長と同じ長さの66間の綱を使って綱引きをして、吉凶を占う行事があった。
架橋後は単に「大橋」とよばれ、それまで現在の白鬚橋付近にあった橋場の渡しを経由していた佐倉街道、奥州街道、水戸街道の街道筋が、この橋に移った。江戸幕府は江戸の防備上、隅田川にはこの橋以外の架橋を認めなかったが、後に明暦の大火等もあり交通上、安全上のため両国橋等が完成してから「千住大橋（小塚原橋とも）」と呼ばれていたようである。
千住大橋は何度も改架、改修が行われ、正保4年（1647年）、寛文6年（1666年）、天和4年（1684年）、享保3年（1718年）、宝暦4年（1754年）、明和4年（1767年）の計6回に及ぶ。なお、明和の架け替えの際に、ほぼ現在の位置に架け替えられた。最初の架橋から明治18年（1885年）7月1日の台風による洪水まで、流出が一度も無く江戸時代の300年近くを生き抜いた名橋と言われる。明治18年の流出の際、下流の橋を守るために多くの水防夫が活躍した。
その後、明治19年（1886年）に二重の太鼓橋様式の木橋として再架橋され、関東大震災後の震災復興事業の一環として、昭和2年（1927年）に現在の鉄橋が架橋された。タイドアーチ橋としては日本最古のものである。昭和48年（1973年）には交通量増大に対応するため、下流側に接して上り専用の新橋が架橋され、旧橋は下り専用となった。

## 千住小橋と親柱復元

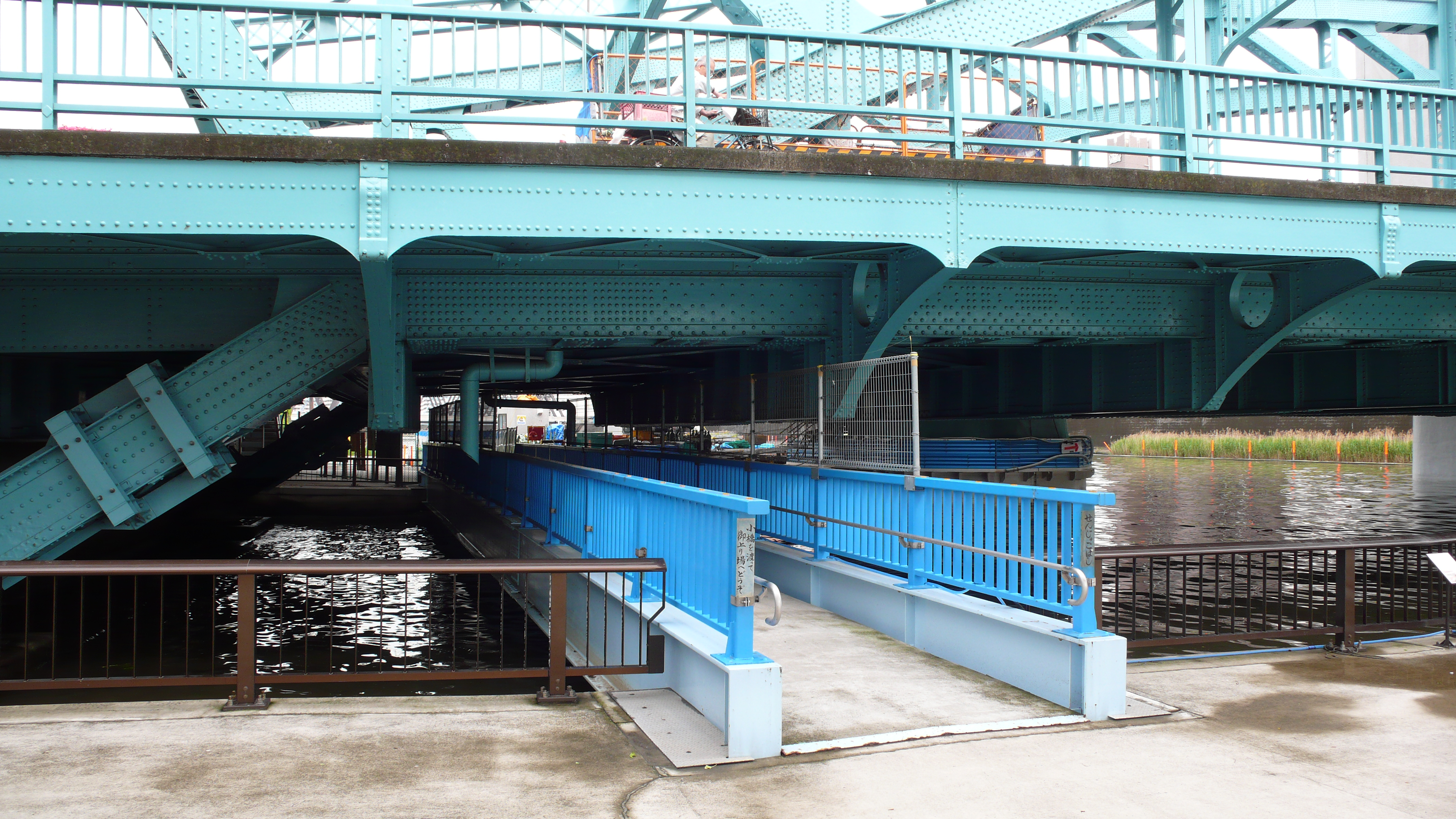
足立区側橋下をくぐる千住小橋（2008年5月）

平成16年（2004年）8月に北岸足立区側の橋下をくぐる全長約31m、幅員2.6mの歩行者専用の「千住小橋」が作られた。以前は橋により堤防テラスが東西で分断されていたが、これにより通過が可能になっている。橋の下ということでホームレス等の侵入・占拠を防ぐ目的として夜間は施錠され閉鎖されていたが、現在は終日開放されている。
千住大橋の上流側には親柱が一部残されており、平成17年（2005年）1月に橋全体の塗装補修工事が行われた際に、合わせて親柱の復元改修が行われた。使用不能のままになっていた電灯が再設置されるなど架橋当時をできるかぎり復元したものである。

## 高野槇の橋杭
初めの千住大橋の橋杭材は伊達政宗が陸中南部地方から水に強くて朽ちにくい高野槇（コウヤマキ）の材木を寄進し、明治期の洪水によって流されるまで使われ続けたという根強い言い伝えがある。当時の古い川柳にも
「伽羅よりもまさる、千住の槇の杭」
と詠まれた。実際、流されてしまった後も住民たちが槇の杭を拾い集め、火鉢にしたり、仏像に加工して守り神として祀るなど、半ば伝説化していた。その後の調査によってこの高野槇の橋杭が千住大橋の橋下に残っていることが確認され、前述の千住小橋の橋上から、その遺構を確認することができる。水面に浮かべられたブイが場所を示している。

## 作品
- 幸田露伴「水の東京」 - 青空文庫
- 寺田寅彦「猫の穴掘り」 - 青空文庫
- 岡本綺堂「夢のお七」 - 青空文庫
- 中村光『荒川アンダー　ザ　ブリッジ』

## 路線バス
- 都営バス
  - 草43 浅草雷門 - 浅草公園六区 - 三ノ輪駅 - 千住車庫 - 足立区役所
- リムジンバス
  - 羽田空港（第2ターミナル・第1ターミナル・国際線ターミナル） - 千住大橋駅 - 北千住駅（東武バスセントラル・京浜急行バス共同運行）

## 隣の橋
- 隅田川

（上流） - 東京電力隅田川送電橋 - 千住水管橋 - 千住大橋 - 隅田川橋梁 - 隅田川橋梁 - （下流）

## 関連文献
- 斎藤幸雄「卷之六 開陽之部 千住大橋」『江戸名所図会』 3巻、有朋堂書店、1927年、506-507,509頁。NDLJP:1174157/258。